# Киукайс
Культура Киукайс — культурная группа эпохи неолита, существовавшая в основном на юго-западе современной Финляндии, а также на Готланде, Аландских островах и в шведской провинции Хельсингланд. Относится к периоду около 2400—1500 гг. до н. э. Рассматривается как гибридная между культурой боевых топоров и культурой ямочно-гребенчатой керамики.
Экономика была основана на охоте и рыболовстве. Керамика характеризуется плоскодонными сосудами с орнаментом в виде поперечной насечки и гребенчатыми орнаментом в различных сочетаниях. Также часто встречается "Текстильная керамика".